# Yūsuf ibn al-Kalbī
Abū l-Futūḥ Yūsuf ibn ʿAbd Allāh al-Kalbī detto Yūsuf (in arabo ‎?; Palermo, ... – Il Cairo, dopo il 1019) settimo Emiro della dinastia kalbita che regnò sulla Sicilia a partire dal 989 fino al 997.
Appartenente alla dinastia islamica sciita-ismailita dei Kalbiti di Sicilia, solo formalmente ubbidiente all’Imamato fatimide del Cairo, fu successore del padre ʿAbd Allāh al-Kalbī che regnò dal 985 al 989.

## Biografia
Con Yūsuf al-Kalbī l'Emirato di Sicilia raggiunse, per la prima volta, la sua massima potenza e la flotta siciliana divenne una delle più potenti del Mediterraneo. Durante il suo regno vengono condotte con successo alcune spedizioni militari contro l'Impero Bizantino, la Repubblica di Venezia e la Repubblica di Pisa.
In politica interna, come un vero Sovrano, Yūsuf si dotò di un Visir e di un Hajib (Gran Ciambellano). Durante il suo regno la monarchia Kalbita si avviò verso una radicale pacificazione delle varie etnie presenti in Sicilia. Finita l'epoca delle lotte e delle razzie, le comunità cristiana e musulmana cominciarono a convivere più o meno pacificamente tra loro, naturalmente sotto il dominio della sharia, ma i cristiani, sempre molto numerosi nel Val Demone, erano rispettati così come erano rispettate le loro proprietà e i loro averi. Particolarmente tollerati erano gli Ebrei, molto numerosi in Sicilia.
Con Yūsuf iniziò un periodo di pace e prosperità che fece fiorire le arti e la letteratura, come una poesia cortese che produsse i suoi frutti migliori sia sotto il regno del figlio Giafar II ma soprattutto circa un secolo più tardi sotto la Dinastia degli Altavilla, fondatori del Regno di Sicilia.
Colpito da grave tetraplegia, nel 997, fu costretto ad abdicare a favore del figlio Giafar II sotto il cui regno continuò il periodo di splendore per la Sicilia. 
Nel 1019, a causa di una grave rivolta, che cagionò l'abdicazione del figlio Giafar II, dovette riparare insieme a lui in Egitto.